# Плахино (Красноярский край)
Плахино — село в Абанском районе Красноярского края России. Входит в состав Почетского сельсовета.

## География
Село находится в северной части района, на левом берегу реки Бирюса, на расстоянии приблизительно 73 километров (по прямой) к северо-северо-востоку (NNE) от посёлка Абан, административного центра района. Абсолютная высота — 159 метров над уровнем моря.

## История
Основано в 1906 г. В 1926 году деревня Плахина состояла из 56 хозяйств, основное население — русские. В составе Почетского сельсовета Абанского района Канского округа Сибирского края.

## Население
| 1926 | 1989 | 2002 | 2010 |
| ---- | ---- | ---- | ---- |
| 273  | ↗366 | ↘267 | ↘205 |

Гендерный состав
По данным Всероссийской переписи населения 2010 года 101 мужчина и 104 женщины из 205 чел.
Национальный состав
Согласно результатам переписи 2002 года, в национальной структуре населения русские составляли 96 % из 267 чел.

## Инфраструктура
В селе функционируют фельдшерско-акушерский пункт и библиотека.

## Улицы
Уличная сеть села состоит из 4 улиц:
- Заречная
- Луговая
- Новостройка
- Школьная